# Carl Fredrik Wahlberg
Carl Fredrik Vilhelm Wahlberg, född 21 juni 1885 i Malmö, död där 1982, var en svensk elektroingenjör.
Wahlberg utexaminerades från mekaniska linjen vid Tekniska elementarskolan i Malmö 1905 och studerade vid elektrotekniska avdelningen i Technische Hochschule i Hannover 1909–1911. Han var ritare och senare biträdande montageingenjör vid Aseas filial i Malmö 1905–1909, offertingenjör vid Folke Hains elektrotekniska byrå i Malmö 1911, tekniskt biträde vid Malmö stads elektricitetsverk 1912–1918 och blev byråingenjör där 1918. Han var överingenjör och chef för elektricitetsverket från 1939 till pensioneringen 1950. Under de sista åren före sin pensionering bidrog han energiskt till de utredningar och projekt, som ledde till introduktion av en kombinerad el- och värmeproduktion med fjärrvärmesystem. Efter pensioneringen anlitades han ofta som konsult och utredde som sådan bland annat distributionsnätets framtida gestaltning för några elektricitetsverk.